# Skibidi Toilet
Skibidi Toilet – serial internetowy stworzony przez Aleksieja Gierasimowa i udostępniony w formie filmów wideo i krótkich metraży na jego kanale DaFuq!?Boom!. Serial przedstawia fikcyjną wojnę między toaletami z ludzkimi głowami a humanoidalnymi postaciami mającymi urządzenia elektroniczne zamiast głów. Wyprodukowano łącznie 78 odcinków w 24 seriach.
Od czasu opublikowania pierwszego filmu w lutym 2023 r. Skibidi Toilet stało się popularnym internetowym memem w różnych mediach społecznościowych, szczególnie wśród pokolenia Alfa. Wielu komentatorów uważa, że zainteresowanie serialem było pierwszym przejawem rozwoju unikalnej kultury internetowej tej generacji.
Według pokolenia Z „Skibidi Toilet” jest postrzegane jako brainrot, co potocznie można określić jako „gnicie mózgu”. Oglądanie treści podobnych do „Skibidi Toilet” w kontekście brainrot może prowadzić do spadku koncentracji, treści takie są bezrefleksyjne lub ogłupiające.

## Charakterystyka
W serialu pojawiają się odniesienia do gier komputerowych, np. G-Toaleta ma twarz G-Mana, postaci z serii gier wideo Gary's Mod
Często wykonywane tańce Speakermenów pochodzą z gry typu battle royale Fortnite. Business Insider opisał serial jako „niekończący się wyścig zbrojeń, w którym zarówno toalety, jak i ich przeciwnicy [produkują] silniejszych wojowników” Portal technologiczny Wired przyznał, że w dużej mierze pozbawiony dialogów charakter serialu przyczynił się do usunięcia barier językowych i do jego światowej popularności.

## Odbiór
Magazyn lifestylowy Dazed scharakteryzował Skibidi Toilet jako „nieprzewidywalny, zabawny, a czasami naprawdę niepokojący serial”. Yahoo! porównało styl animacji do gry mobilnej, opisując go jako mający „krótkie ruchy i przesadną mimikę twarzy”. Cartoon Brew, strona internetowa skupiająca się na animacji, stwierdziła, że podczas gdy Skibidi Toilet „może wyglądać gorzej niż produkcje głównych studiów filmowych [...] nie ma wątpliwości, że Gierasimow jest filmowcem, który rozumie tempo, pracę kamery, projektowanie dźwięku i sposób opowiadania historii”.
The Washington Post zauważył wyjątkowość serialu, polegającą na tworzeniu narracji wyłącznie z krótkich filmów i na zdolności YouTube’a do zachowania aktualności przy jednoczesnej rywalizacji z TikTokiem. Adam Bumas w artykule gościnnym dla newslettera Ryana Brodericka, Garbage Day, zauważył, że serial skłania się ku „dziwnej estetyce internetowej”, tworząc element nostalgii. Business Insider powtórzył to stanowisko, zwracając uwagę na wykorzystanie przez serial starych elementów gier wideo. Artykuł firmy teatralnej The Civilians twierdził, że serial odzwierciedla strach pokolenia Alfa przed inwigilacją i odczłowieczeniem.